# Paul Desfarges
Mons. Paul Desfarges (* 7. května 1944, Saint-Étienne) je francouzsko-alžírský římskokatolický kněz, emeritní arcibiskup Alžíru a člen řádu Jezuitů.

## Život
Narodil se 7. května 1944 v Saint-Étienne. Střední vzdělání získal v Petit Séminaire v Saint-Étienne a v Montbrisonu. Dva roky studoval filosofii ve Větším semináři v Lyonu. V letech 1965-1967 byl učitelem na škole v Ghardáji. V říjnu 1967 vstoupil do Tovaryšstva Ježíšova. Poté studoval filosofii a teologii v Alžíru. Na Univerzitě v Alžíru studoval alžírský dialekt a psychologii.
Na kněze byl vysvěcen 14. června 1975. Rok strávil v Damašku kde se věnoval svému vývoji znalosti arabštiny.
Od září 1976 do září 2006 působil na Univerzitě v Constantine jako profesor psychologie. Dne 30. dubna 1981 složil své věčné sliby v řádu.
Roku 1984 se stal generálním vikářem diecéze Constantine, kterým byl až do roku 2005. Byl duchovním vůdcem v Alžírsku ale také v Iráku, Egyptě, Jordánsku a v Sýrii. Dále působil jako ředitel Duchovního centra Ben Smen v Alžíru.
Dne 21. listopadu 2008 jej papež Benedikt XVI. jmenoval diecézním biskupem Constantine. Biskupské svěcení přijal 12. února 2009 z rukou arcibiskupa Ghaleba Moussi Abdalla Badera a spolusvětiteli byli biskup Dominique Lebrun a biskup Gabriel Jules Joseph Piroird.
Dne 23. května 2015 jeje papež František jmenoval apoštolským administrátorem arcidiecéze Alžír.
Dne 24. prosince 2016 jej papež František ustanovil arcibiskupem Alžíru.
27. prosince 2021 přijal papež František jeho rezignaci na post arvibiksupa z důvodu dosažení kanonického věku 75 let.